# 大同戰鬥
大同戰鬥發生於1937年9月1日-12日，地點是在中國晉北大同市一帶。是抗日戰爭早期侵華日軍的平綏鐵路沿線作戰之一，交戰一方為守軍之國民革命軍，另一方則為日本关东军東條兵團之独立混成第一旅团（酒井旅團）。中國軍隊領導者為十九軍王靖國，日軍方面為獨立混成第1旅團酒井鎬次。國軍在戰鬥中被重創，12日撤離大同。

## 天鎮戰鬥
天鎮戰鬥發生於1937年9月2日，於1937年9月10日結束，地點是在中國晉西北一帶，是抗日戰爭主要戰鬥之一，也是太原会战的序幕。交戰一方為守軍之國民革命軍，另一方則為日軍。中國軍隊領導者為六十一軍李服膺，日軍方面領軍者則為察哈尔派遣兵团酒井鎬次。戰鬥中，守住陣地的國軍與酒井旅團互有攻防，日军陆空联络并施放毒气。國軍11日突圍南退。